# 丹生村 (和歌山県)
丹生村（にゅうむら）は、和歌山県日高郡にあった村。現在の日高川町の南西端、日高川の下流左岸、紀勢本線・和佐駅の周辺から東方一帯にあたる。

## 地理
- 山岳：和佐山、城山、当田山、真妻山、寺山、講山、千疋山
- 河川：日高川、江川川、大滝川

## 歴史
- 1889年（明治22年）4月1日 - 町村制の施行により、江川村・松瀬村・和佐村・山野村の区域をもって発足。
- 1955年（昭和30年）1月1日 - 早蘇村・矢田村と合併して川辺町が発足。同日丹生村廃止。

## 交通

### 鉄道路線
- 日本国有鉄道
  - 紀勢西線（現・紀勢本線）
    - 和佐駅